# Minervino di Lecce
Minervino di Lecce er en by i Apulien, Italien med 3.500 (2023) indbyggere.